# Тулаэлектропривод
АО «Тулаэлектропривод» (полное название — Акционерное общество «Производственное объединение „Тулаэлектропривод“») — градообразующее машиностроительное предприятие, специализирующееся на производстве электрических приводов арматуры. Основной продукцией являются многооборотные и неполноповоротные электроприводы, редукторы и средства управления, которые позволяют автоматизировать технологические процессы в любых отраслях, предполагающих применение трубопроводной арматуры.

## История
Датой основания предприятия принято считать 1943 год — год основания завода «Тулаторфмаш». Завод создан на основе артели «Металлоарматура», созданной в свою очередь на основе артели «Честный Труд».
Плехановский машиностроительный завод основан приказом начальника управления промкооперации при СНК РСФСР и народного комиссара местной топливной промышленности РСФСР № 10 1055/347 от 30 октября 1943 года.
В ноябре 1946 года осваивается выпуск напильников, элеваторных цепей. Впоследствии изготавливались малоэлеваторные машины, узлы и агрегаты к торфяным машинам.
В 1948 году завод получает заказ на изготовление элеваторных транспортеров и элеваторных машин. В течение года было изготовлено 22 багерные машины. В середине 1949 года началось освоение более совершенных баггерных машин БЭП-3 и молоэлеваторных МЭМ-3. За четыре года было выпущено около двухсот машин.
В конце 1949 года на заводе работало 247 человек, в том числе 144 производственных рабочих, 15 учеников, 28 инженерно-технических рабочих. Была выпущена продукция на сумму 5 431 000 рублей.
В 1953 году на заводе освоили изготовление бункеров-аккумуляторов БАК-2. В год производилось более 50 единиц продукции. В 1955 году наряду с плановым выпуском продукции завод освоил усовершенствованную машину БЭП-Г1 на гусеничном ходу и изготовил 36 штук.
На конец 1956 года объём товарной продукции составил 9 081 200 рублей, среднесписочная численность составила 398 человек.

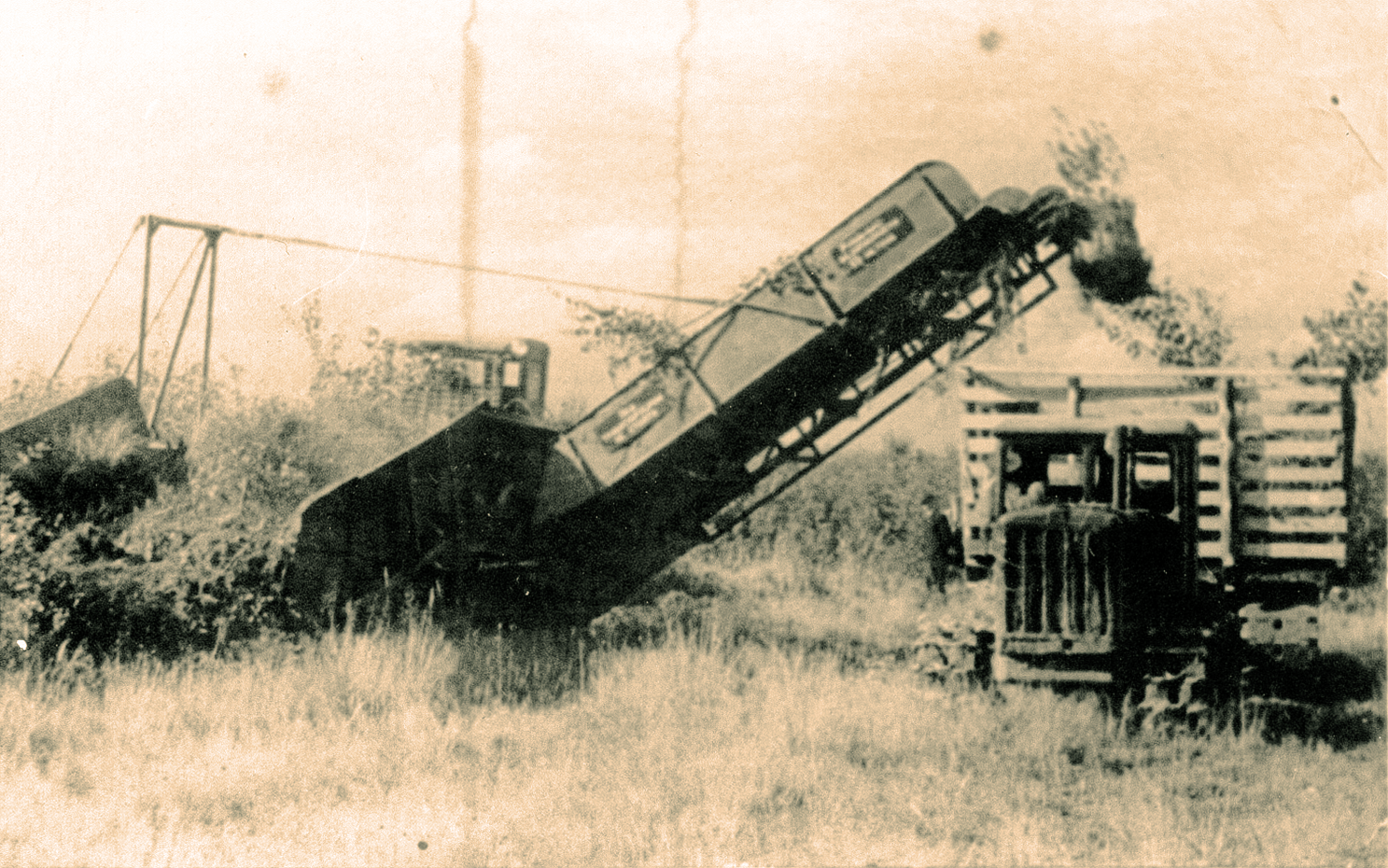
Машина для корчевания и уборки пней "КУП-2" в процессе работы, рядом с грузовым транспортом
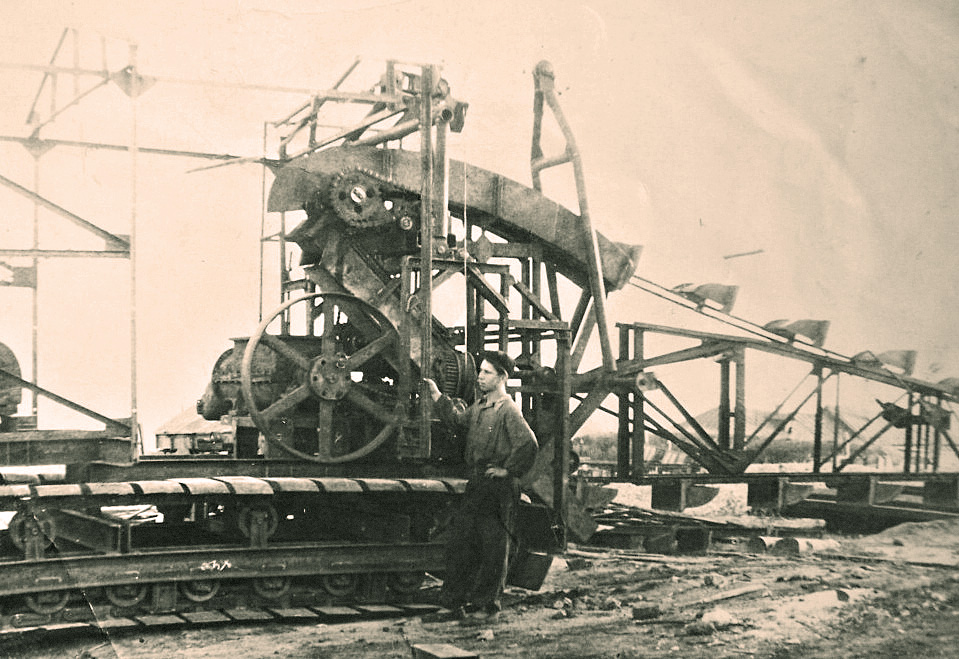
Малобагерная машина "МБ-2" на гусеничном ходу, предназначавшаяся для частично механизированной добычи торфа
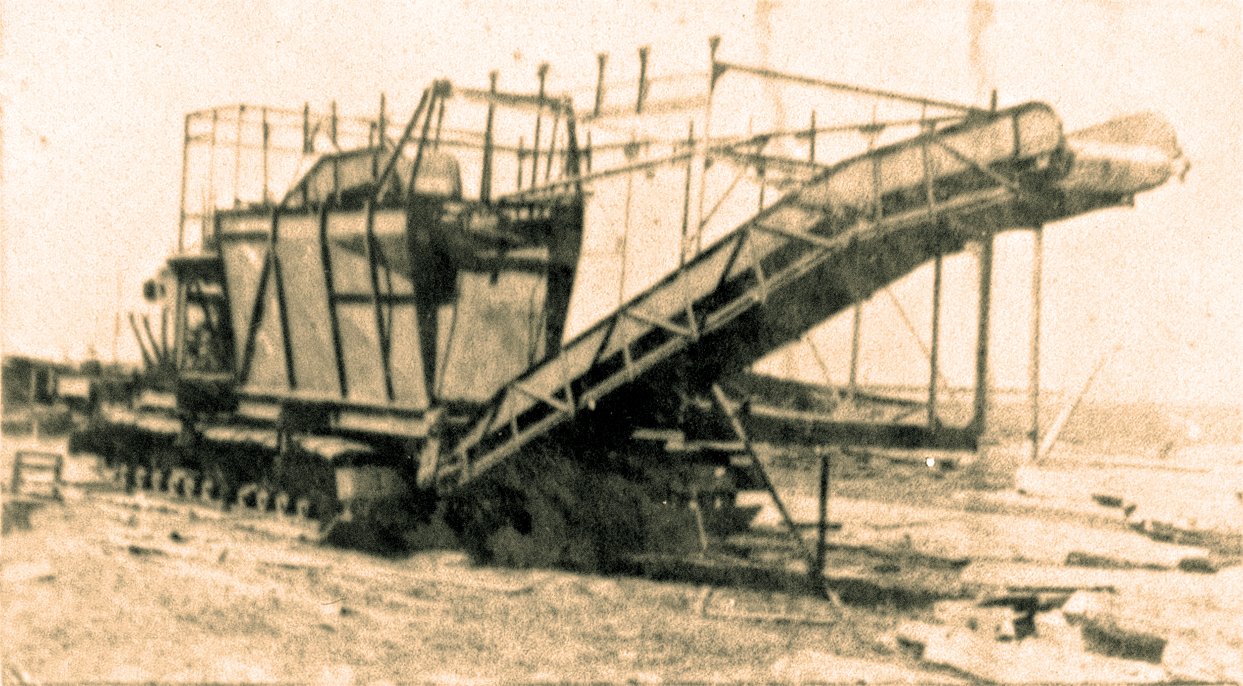
Изготовленный в 1954 году паровой экскаватор "ТЭП-1", позволивший полностью механизировать процесс разработки торфяных месторождений

Распоряжением № 3347-р от 5 июня 1958 года Совет Министров РСФСР обязал завод «Тулаторфмаш» приступить к изготовлению электроприводов. В 1959 году было выпущено 8 000 электроприводов.
На основании распоряжения ТСНХ № 287 от 02.07.1960 г. завод «Тулаторфмаш» переименован в тульский завод «Электропривод» с 02.07.1960 г.
В 1966 году выпуск электроприводов составил 45 500 штук различного назначения и модификаций, в 1971 году их изготовлено уже 81 589 штук. Завод освоил выпуск товаров народного потребления: вешалок, настольных ламп, торшеров, приспособления для перемотки пряжи.
На основании приказа Минхиммаша № 237 от 05.11.1975 г. Тульский завод «Электропривод» переименован в Тульское производственное объединение приводных устройств «Тулаэлектропривод» (ПО «Тулаэлектропривод») с 01.01.1976 г.
По итогам работы в 1977 году заводу было вручено переходящее Красное знамя Обкома КПСС, Облисполкома и Облпрофсовета. 30 процентов продукции выпускалось со Знаком качества.
В 1980 году созданы и запущены в производство электроприводы для атомной энергетики. Продукция предприятия к тому времени экспортировалась в 40 стран мира.

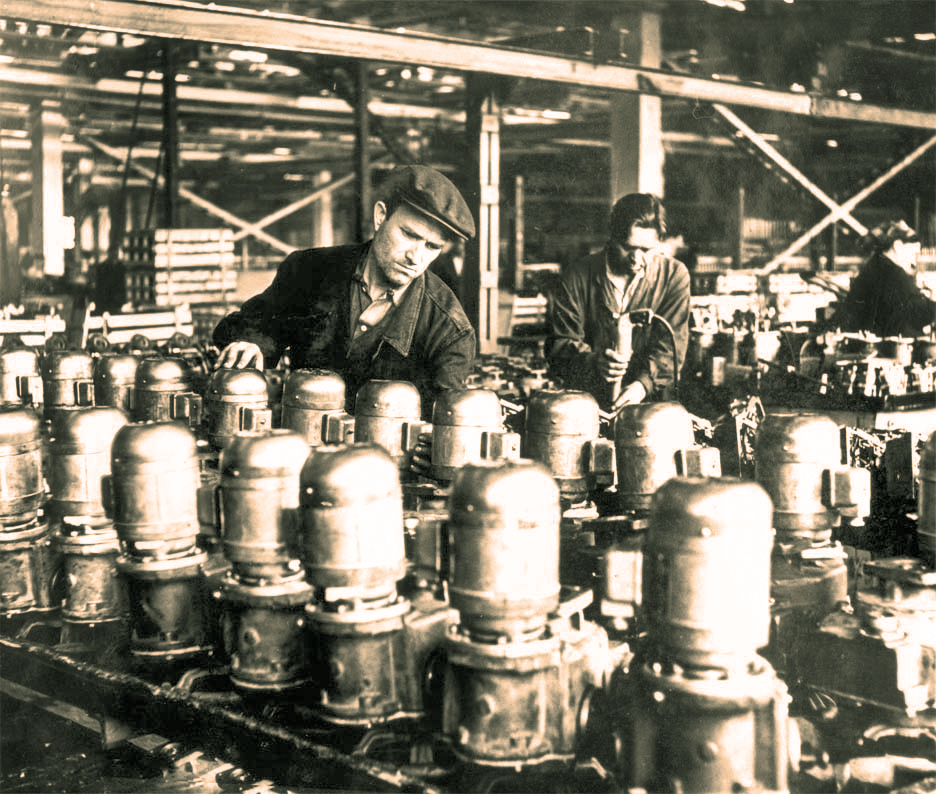
Одна из ранних фотографий сборочного цеха завода
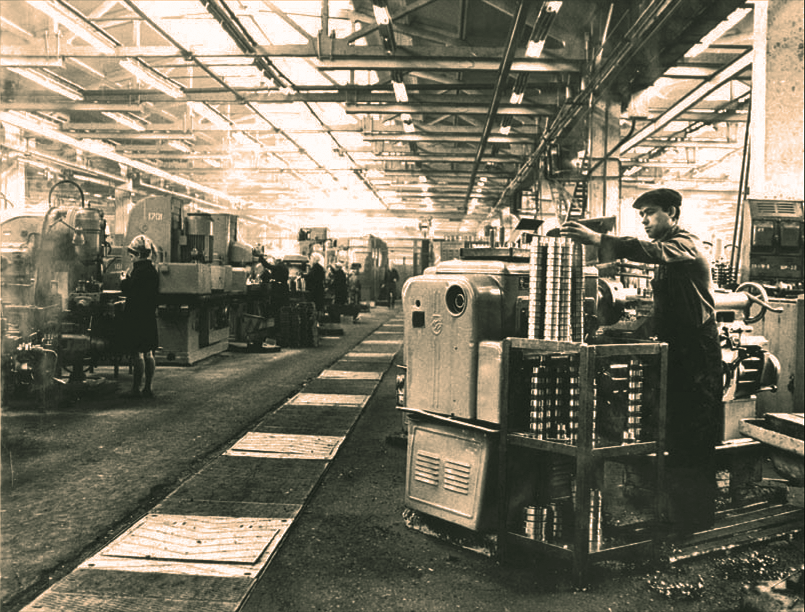
Ранняя фотография цеха механической обработки

В 1995 году завод освоил и поставил на серийное производство однооборотные электроприводы для шаровых кранов и дисковых затворов в общепромышленном исполнении, а с 2002 года — во взрывозащищенном исполнении.
1998 год — серийный выпуск современных электроприводов третьего поколения, не имеющих аналогов в мире, осваивает завод «Тулаэлектропривод». Их отличают принципиально новая кинематическая схема, разработанная специалистами предприятия, а также вдвое меньшие габариты. Так, на магистральных газопроводах Украины успешно проходит испытания опытный образец электропривода, потребляющий электроэнергии в 2,5 раза меньше обычного. На станции аэрации в Москве работает комплекс электроприводной арматуры, управляемый ЭВМ.
В 2000 году на предприятии были разработаны и началось серийное изготовление новой линейки многооборотных электроприводов повышенной безопасности для атомных станций.
В начале 2003 года завод возглавила новая команда менеджеров. Был взят курс на сохранение и укрепление позиций завода на рынке электроприводов для запорной арматуры в России, странах СНГ и за рубежом, за счёт разработки и освоения производства новых модификаций приводов с электронным управлением, а также с усовершенствованной и принципиально новой механической частью.

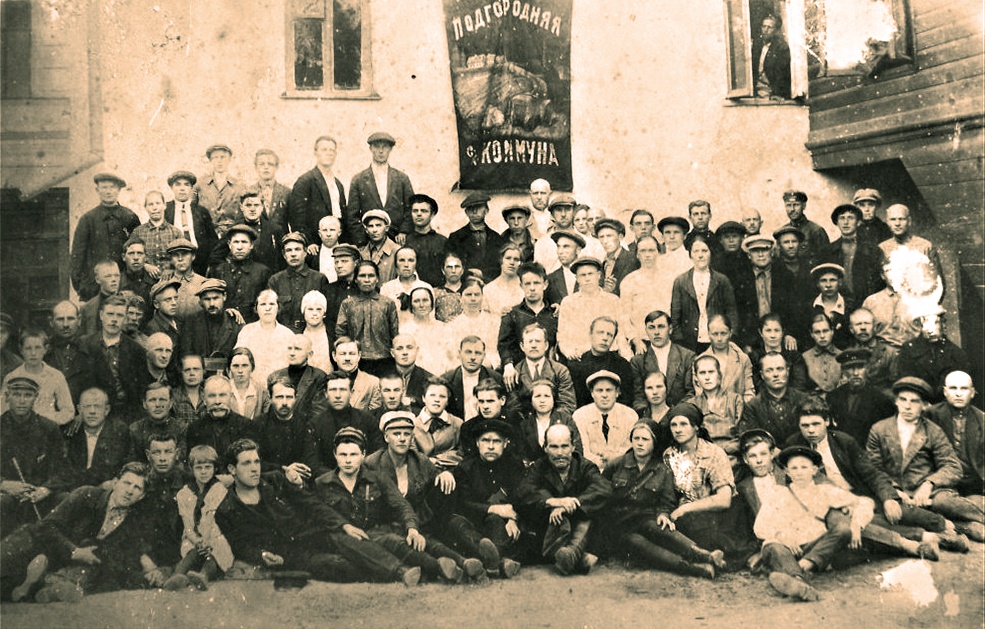
Коллектив Плехановского Машиностроительного Завода

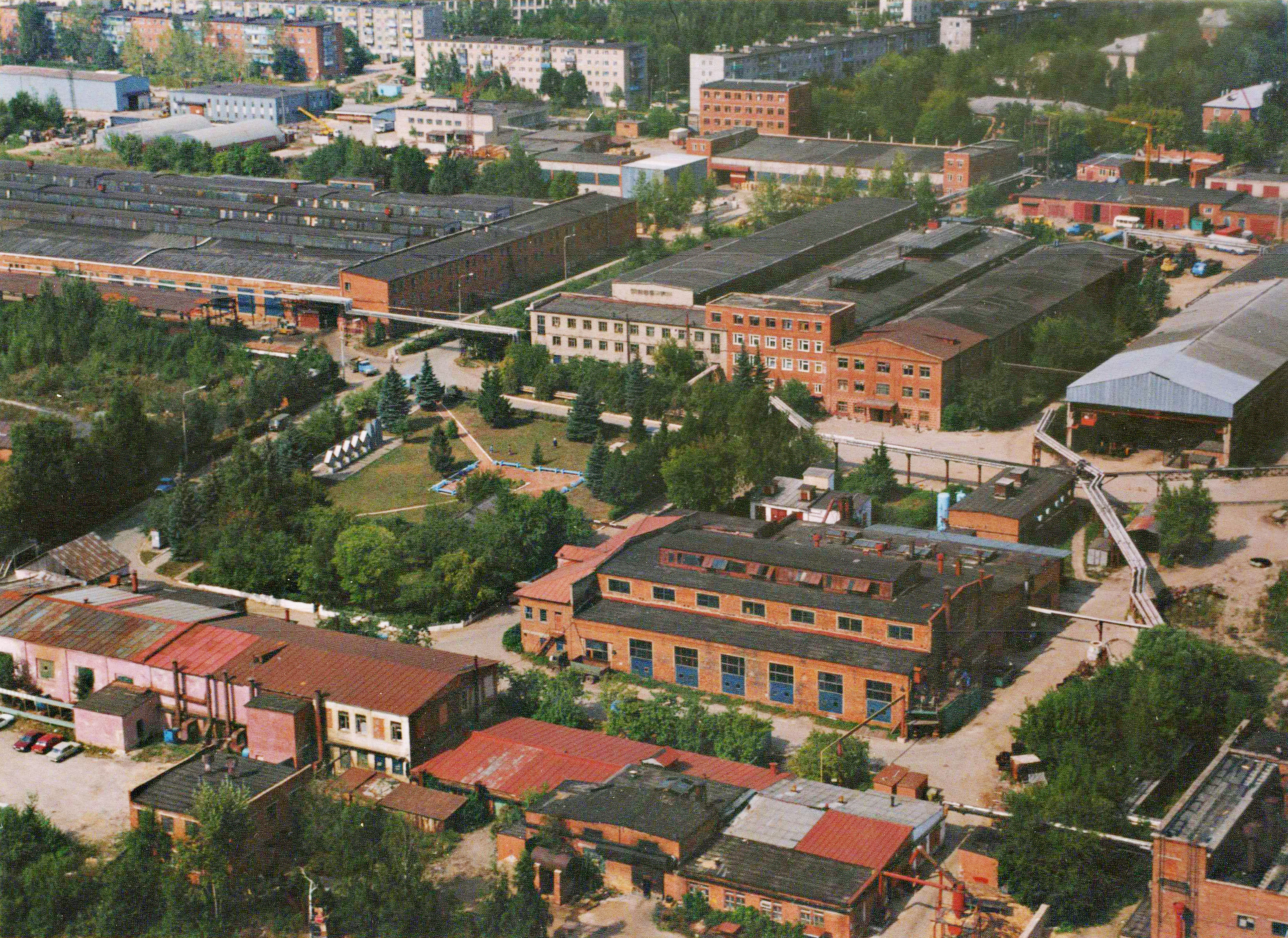
Территория завода Тулаэлектропривод (начало двухтысячных годов)

## Современная продукция
В настоящее время продукция завода представлена следующими основными линейками продуктов:
- Электроприводы с двусторонней муфтой ограничения крутящего момента, предназначенные для общепромышленного применения, взрывозащищённая модификация, и вариант исполнения повышенной безопасности предназначенный для применения на АЭС (ТУ 26-07-015-89 и ТУ 3791-006-05749406-2000)
- Многооборотные электроприводы нового поколения серии «ЭП4» в общепромышленном, взрывозащищённом рудничном исполнениях, а также вариант исполнения для АЭС (ТУ 3791-002-70780838-2007, ТУ 3791-001-70780838-2005, и ТУ 3791-004-70780838-2007 в исполнении для АЭС)

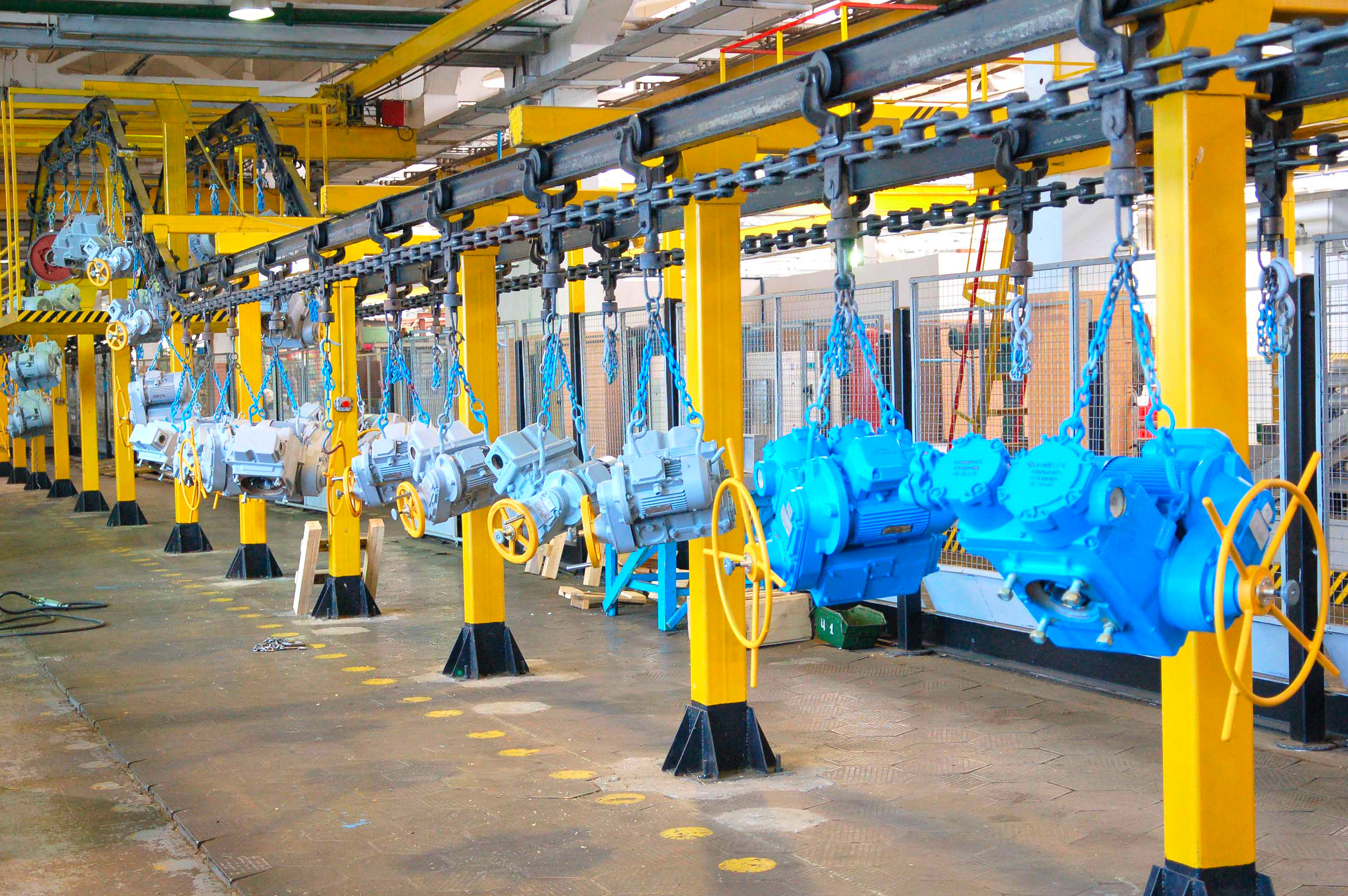
Электроприводы на участке покраски и упаковки, расположенном в первом цехе

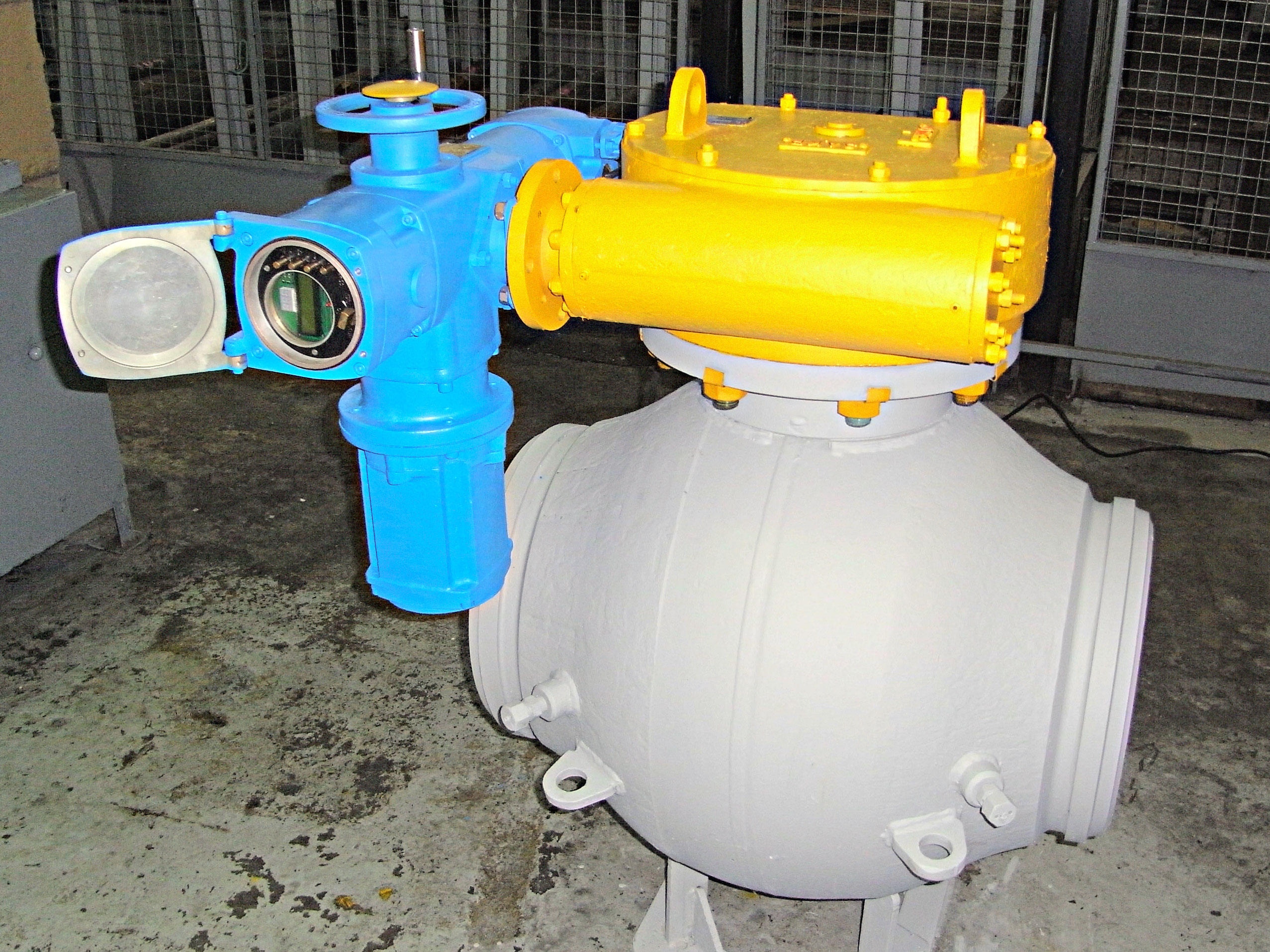
Шаровой кран с электроприводом ЭП4 подсоединённым к редуктору